# 莫拉诺卡拉布罗
莫拉诺卡拉布罗（義大利語：Morano Calabro），是意大利科森扎省的一个市镇。总面积112.34平方公里，人口4813人，人口密度42.8人/平方公里（2009年）。ISTAT代码为078083。